# Bernhard Stöckhert
Karl Bernhard Christian Stöckhert (* 12. April 1953 in Erlangen) ist ein deutscher Geologe.
Stöckhert studierte nach dem Abitur 1972 in Erlangen und Wehrdienst ab 1975 Geologie an der Universität Erlangen mit dem Diplom-Abschluss 1979. Er wurde nach einem zweijährigen Gastaufenthalt am Institut de Minéralogie der Universität Fribourg 1982 in Erlangen promoviert und war als Post-Doktorand bei der Isotopengeologin Emilie Jäger in Bern. 1984 bis 1986 war er Assistent am Institut für Mineralogie und Petrologie der Universität zu Köln und war von 1986 bis 2019 Professor für Endogene Geologie an der Ruhr-Universität Bochum. Von 1999 bis 2005 war er Sprecher des von ihm initiierten DFG-Sonderforschungsbereichs „Rheologie der Erde – von der Oberkruste bis in die Subduktionszone“, von 2006 bis 2008 Prorektor der Ruhr-Universität Bochum.
Er forscht über die Rheologie und Metamorphose von Gesteinen der Erdkruste bei hohen Drucken (auch experimentell), Effekte von Erdbeben in der tiefen Erdkruste, tektonische Prozesse an konvergenten Plattengrenzen, Wirkung hydrothermaler Lösungen. Er war am Kontinentalen Tiefbohrprogramm beteiligt und war zu Feldstudien unter anderem in den Alpen, in der Ägäis, sowie in Nord- und Südamerika.
2013 erhielt er die Gustav-Steinmann-Medaille für ideenreiche und grundlegende Forschungsbeiträge zur Geodynamik, Strukturgeologie und Rheologie der Gesteine (Laudatio).